# (1894) Haffner
(1894) Haffner est un astéroïde de la ceinture principale.

## Description
(1894) Haffner est un astéroïde de la ceinture principale. Il fut découvert le 26 octobre 1971 à Bergedorf par Luboš Kohoutek. Il présente une orbite caractérisée par un demi-grand axe de 2,89 UA, une excentricité de 0,07 et une inclinaison de 0,9° par rapport à l'écliptique.

## Compléments